# Oldenburgia

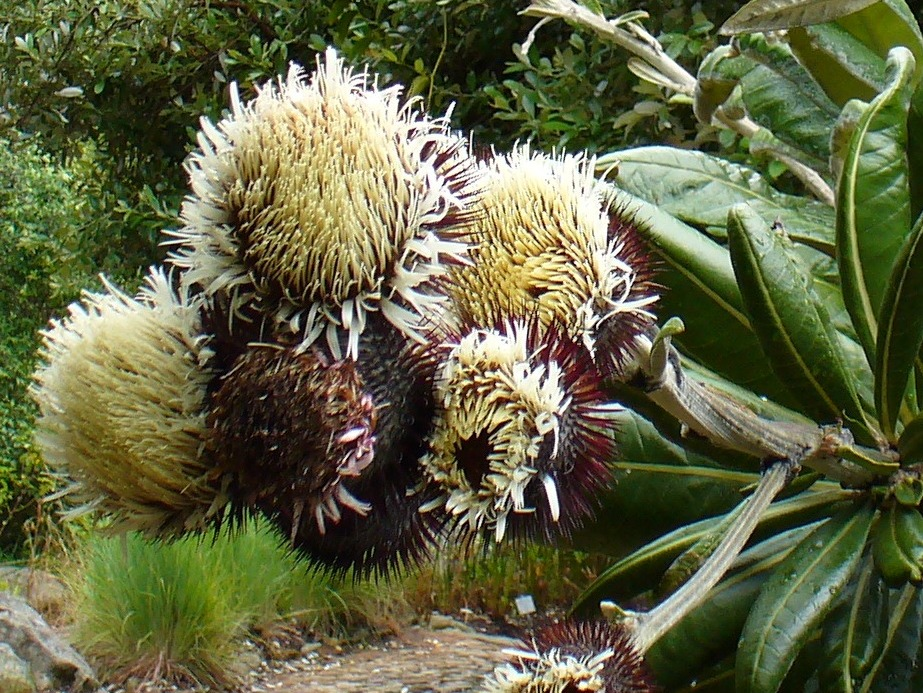
Oldenburgia grandis, inflorescencia.

Oldenburgia es un género con 4 especies aceptadas de las 6 descritas de fanerógamas perteneciente a la familia de las Asteraceae, subfamilia Carduoideae. Es el único género de la tribu Oldenburgiae.

## Descripción
Son arbustos enanos de rizomas muy lanosos y de hojas en roseta, sésiles, coriáceas, obtusas, uninerviadas, glabras en la haz (cuando adultas] y muy velludas en el envés. Los capítulos, solitarios y de gran tamaño, son constituidos por muchos flósculos, los internos casi actinomorfos y de corolas profundamente penta-fidas, de color purpúreo; los externos  homogamos y fértiles con corola francamente bilabiada -el labio exterior largo y acintado, el interior diminuto- de igual color. El involucro está constituido por brácteas lineales, acuminadas, inermes y acostilladas, las interiores herbáceas. El receptáculo es desnudo. El estilo es glabro, con ramas muy cortas y obtusas. Las cipselas son de forma turbinada y sin pico, con un vilano de numerosas cerdas cortamente plumosas.

## Distribución y hábitat
Todas las especies son endémicas de África del Sur. Crecen generalmente en grupos bastante concentrados en monte bajo desde 400 hasta unos 1000 m de altitud en ambiente más bien fresco (7-12º).

## Taxonomía
El género fue descrito por Christian Friedrich Lessing y publicado en Linnaea 5: 252. 1830.
Etimología
Oldenburgia: nombre genérico que fue otorgado en honor a Franz Pehr Oldenburg (1740-1774), un acompañante de Carl Peter Thunberg (1743-1828) durante sus herborizaciones en África del Sur.

## Especies
- Oldenburgia grandis (Thunb.) Baill., 1882 = Oldenburgia arbuscula DC., 1838
- Oldenburgia intermedia Bond, 1987
- Oldenburgia herbacea (L.) Roxb., 1814 - sin resolver
- Oldenburgia papionum DC., 1838
- Oldenburgia paradoxa Less., 1830 - Especie tipo[1]